# Setúbal (stacja kolejowa)
Setúbal – stacja kolejowa w Setúbal, w Portugalii. Znajdują się tu 2 perony.